# グリーゼ900
グリーゼ900（英語: Gliese 900）とは、地球からうお座の方向に68光年離れた位置に存在する三重星系である。3つの主系列星で構成されており、1つはK型の恒星で、他の2つはM型の恒星（赤色矮星）である。2つの赤色矮星は連星系を形成しており、互いの重心を36年周期で公転している。さらに、この連星系は主星の周囲を80年周期で公転している。見かけの等級は9.546で、グリーゼ900は肉眼での観測は不可能である。この系の周囲には、遠く離れた位置に太陽系外惑星が検出されている。GJ 900、BD+00 5017などとも呼称される。

## 特徴
| 太陽 | グリーゼ900A |
| ---- | ------------ |
| 太陽 | Exoplanet    |

グリーゼ900は、3つの主系列星からなる階層的な星系である。主星（グリーゼ900A）はK5 - K7型の恒星で、質量は太陽の64 - 67%、半径は太陽の72%、光度は太陽の12%である。TESSによって観測された光度曲線によると、自転周期は12日である。グリーゼ900Aは彩層とコロナの活動が活発であるが、見かけの等級はほとんど変化しない。その他の2つの恒星は赤色矮星である。グリーゼ900Bのスペクトル分類はM3 - M4型で、質量は太陽の24 - 34%である。グリーゼ900Cのスペクトル分類はM5 - M6型で、質量は太陽の16 - 24%である。
この系は若く、年齢は約2億年で、99.7%の確率で近くの運動星団であるCarina-Nearに属している。X線放射源であり、観測された放射量は9.13×102 mW M-2で、紫外線放射源でもある。X線の放射は若い恒星に典型的であるため、この星系の恒星を若い恒星として分類している。TESSによって観測された光度曲線により、フレア活動があることが判明している。

### 軌道
グリーゼ900BとCは、約36年の公転周期を持つペア（グリーゼ900BCと言われる）を形成している。グリーゼ900BCとグリーゼ900Aは、約80年の周期で系の共通重心の周囲を公転している。2004年11月の時点で、BはAから751ミリ秒角、CはAから708ミリ秒角離れており、この距離は時間とともに変化している。2002年にEduardo L. Martínが8.2mすばる望遠鏡で補償光学補正された画像を使用して、多重星系として特定した。最初に観測されたとき、AとB、AとCの距離はそれぞれ0.51秒角と0.76秒角であった。2007年のMalogolovetsらによるさらなる研究では、この星系が階層的な三重星であることが判明した。

### 五重星系の可能性
2007年のMalogolovetsらによる研究では、2MASSによる画像から、D及びEに該当する2つの他の天体（おそらく晩期赤色矮星）を報告しており、グリーゼ900系に関連している可能性が非常に高いと報告した。これらの天体がグリーゼ900系の一部であった場合は五重星系となる。ただし、これらの暗い恒星はグリーゼ900系の一部として確認されておらず、関連がない可能性がある。

## 運動
ガイア探査機が行った視差測定によると、グリーゼ900は地球から約68光年の距離にある。BP-RPスペクトルは、距離が67.7光年であることを示唆している。この星系の空間速度成分はU = −28.7、V = −15、W = 0.2である。グリーゼ900は、銀河系の薄い円盤の中に位置し、かつてはIC 2602という散開星団の一部に分類されていた。ガイア探査機の運動学を使用した最近の分析によると、グリーゼ900はCarina-Near運動星団に属している可能性が99.7%で、どの星団やアソシエーションにも属していない散在星である可能性が0.3%である。

## 惑星系
Austin Rothermichが主導した2024年の研究では、CWISE J233531.55+014219.6（略称はCW2335+0142）が99.5%の確率でグリーゼ900と共通する固有運動を行っている伴天体であると判明した。グリーゼ900bまたはグリーゼ900(ABC)bとも呼ばれるこの天体は、木星の10.5倍の質量（太陽の0.01倍）を持ち、スペクトル分類がT9の惑星質量天体である。グリーゼ900との角距離は587秒角であり、12,000天文単位離れていることになる。
2024年現在、グリーゼ900bは、既知の惑星の中で最も大きな軌道長半径を持っており、円軌道であった場合は最も長い公転周期を持っていることになる。公転周期は、予測される軌道長半径に基づいて127万年または140万年と推定されている。スペクトル分類、軌道長半径、年齢が類似しているため、グリーゼ900bは発見チームによってCOCONUTS-2bと比較されている。2024年8月、別の惑星質量の伴星がBD+29 5007の周囲を公転しているのが発見された。この天体は、グリーゼ900bよりも大きい約22,100天文単位の軌道長半径を持っている。しかし、この天体は表面重力が大きいため、自由浮遊惑星である可能性がある。また、その場合は惑星質量天体としては大きすぎる。
| 名称 （恒星に近い順） | 質量    | 軌道長半径 （天文単位） | 公転周期 (年) | 軌道離心率 | 軌道傾斜角 | 半径            |
| --------------------- | ------- | ----------------------- | ------------- | ---------- | ---------- | --------------- |
| b                     | 10.5 MJ | 12,000                  | 1,270,000     | —          | —          | 1.11（推定） RJ |